# De iure
De iure (łac., czyt. de jure), według prawa – w języku prawniczym stan zgodny z treścią norm prawnych. Często używane dla przeciwstawienia stanu de facto wobec rzeczywistości prawnej.